# Baba ganoush

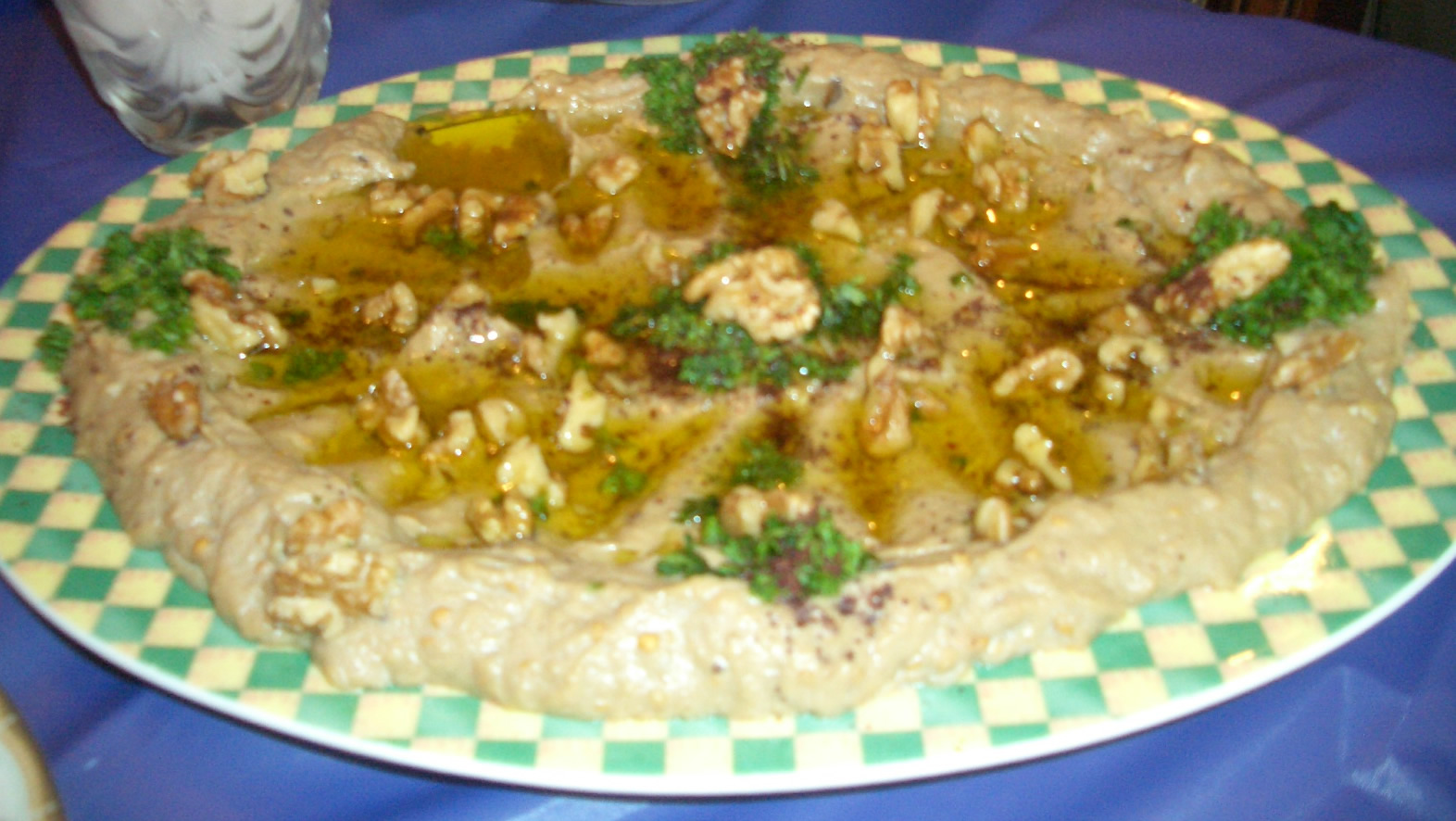
Baba ganoush

Baba ganoush (Arabisch: بابا غنوج; bābā ghanūj; Grieks: μελιτζανοσαλάτα, melitzanosalata; Turks: patlıcan salatası) is een salade van aubergines die boven houtskool geroosterd zijn. Het is een traditioneel gerecht afkomstig uit de Levant. Het is vooral bekend uit de Libanese en de Syrische keuken.

## Bereiding
De aubergines worden vaak onder een grill of in de oven bereid. De aubergines worden ontdaan van de paarse schil en daarna gepureerd. De auberginepuree wordt vervolgens gemengd met olijfolie en vers citroensap. Daarna wordt er zout, peper, knoflook en kruiden zoals tijm of peterselie toegevoegd.